# آنهاوزن
آنهاوزن (به آلمانی: Anhausen) یک شهر در آلمان است که در نوی‌وید واقع شده‌است. آنهاوزن ۱٬۳۷۱ نفر جمعیت دارد.